# ألكسندر أوسترفالدر
ألكسندر أوسترفالدر (مواليد 1974) هو باحث أعمال سويسري،  كاتب ومتحدث ومستشار ورجل أعمال، اشتهر بعمله في نمذجة الأعمال  وتطوير نموذج الأعمال التجارية.

## سيرة شخصية
ولد سنة 1974 في سانت غالن،  حصل أوسترفالدر على درجة الماجستير في العلوم السياسية سنة 2000 من جامعة لوزان، حيث حصل في عام 2004 على الدكتوراه في نظم المعلومات الإدارية  تحت إشراف إيف بيجنور مع أطروحة بعنوان «تجريد لنموذج الأعمال التجارية - اقتراح في نهج علم التصميم».
في عام 1999، شارك أوسترفالدر في تأسيس أول شركة ناشئة له، والتي ركزت على محو الأمية المالية. عمل صحفيًا لمجلة الأعمال السويسرية BILANZ في الفترة 2000-2001، وزميل باحث أول في جامعة لوزان من 2000 إلى 2005 في الوقت الذي أنهى فيه بحث الدكتوراه. في عام 2006 أسس موقع BusinessModelDesign.com، وفي عام 2010 شارك في تأسيس شركة الإستشارات Strategyzer ، التي وفرت لأكثر من 5 ملايين شخص من مخطط نموذج أوسترفالدر للأعمال التجارية.
في أواخر العقد الأول من القرن الحادي والعشرين، نشر أوسترفالدر وفريق من 470 من المبدعين المشاركين نموذجًا لوصف نماذج الأعمال: مخطط نموذج الأعمال التجارية. تسعى مخطط نموذج الأعمال التجارية إلى تقديم نموذج لمواصلة تطوير الأفكار حول نموذج الأعمال لتحقيق الدخل من البيانات.

## منشورات مختارة
- أوسترفالدر، الكسندر وآخرون. «أنطولوجيا نموذج الأعمال: اقتراح في نهج علم التصميم.» (2004).
- أوستروالدر وألكساندر وإيف بيجنور. جيل نموذج الأعمال: دليل للرؤى ومبدعي اللعبة والمتحدّين. وايلي، 2010.
- أوسترفالدر، الكسندر، وآخرون. تصميم عرض القيمة: كيفية إنشاء المنتجات والخدمات التي يريدها العملاء. وايلي، 2014.
- بلاند، ديفيد وأوسترفالدر، ألكساندر. اختبار أفكار الأعمال: دليل ميداني للتجربة السريعة . وايلي، 2019.
- أوسترفالدر، الكسندر، وآخرون. الشركة التي لا تقهر: كيف تعيد ابتكار مؤسستك باستمرار بإلهام من أفضل نماذج الأعمال في العالم. وايلي، 2020.
- أوسترفالدر، الكسندر، وآخرون. أدوات عالية التأثير للفرق : كيفية تعزيز المحاذاة والمساءلة والحصول على نتائج في مشاريع سريعة الخطى وغير مؤكدة ومعقدة. وايلي، 2021.

</br>مقالات، اختيار:
- ألكساندر أوسترفالدر وإيف بيجنور. «أنطولوجيا نموذج الأعمال الإلكترونية لنمذجة الأعمال الإلكترونية.» إجراءات BLED 2002 (2002): 2.
- ماغالي دابسون-توربي وألكساندر أوسترفالدر وإيف بيجنور. " تصميم وتصنيف وقياسات نموذج الأعمال الإلكترونية ." ثندربيرد انترناشيونال بيزنس ريفيو 44.1 (2002): 5-23.
- ألكساندر أوسترفالدر وإيف بيجنور وكريستوفر إل توتشي. " توضيح نماذج الأعمال: الأصول والحاضر والمستقبل للمفهوم ." اتصالات جمعية نظم المعلومات 16.1 (2005): 1.

## روابط خارجية
- أليكس أوستروالدر في alexosterwalder.com